# Festival d'escacs de Gibraltar
El Festival d'escacs de Gibraltar (en anglès, Tradewise Gibraltar Chess Festival) és un torneig d'escacs que té lloc anualment a l'Hotel Caleta a Gibraltar des del 2003. Els seus onze dies de competició se solen jugar entre finals de gener i principis de febrer. L'esdeveniment principal, el Masters, és obert a tothom, i va ser votat com el "Millor esdeveniment obert del món" per l'Association of Chess Professionals el 2011, 2012, i 2013.

## Llista de guanyadors
Des del 2007, els empats per les primeres places del torneig Masters ha estat resolt per sistemes de desempat.
| Any     | Guanyador(s)                                                              | Millor femenina                                                                            |
| ------- | ------------------------------------------------------------------------- | ------------------------------------------------------------------------------------------ |
| 2003    | Vasilios Kotronias Nigel Short                                            | Nora Medvegy                                                                               |
| 2004    | Nigel Short                                                               | Pia Cramling                                                                               |
| 2005    | Levon Aronian Zahar Efimenko Kiril Gueorguiev Aleksei Xírov Emil Sutovsky | Ketevan Arakhamia-Grant Viktorija Cmilyte Pia Cramling Iweta Radziewicz Almira Skripchenko |
| 2006    | Kiril Gueorguiev                                                          | Zhu Chen Antoaneta Stefanova Natàlia Júkova                                                |
| 2007    | Vladímir Akopian                                                          | Jovanka Houska                                                                             |
| 2008    | Hikaru Nakamura                                                           | Ketevan Arakhamia-Grant Viktorija Cmilyte Harika Dronavalli Antoaneta Stefanova            |
| 2009    | Piotr Svídler                                                             | Nana Dzagnidze                                                                             |
| 2010    | Michael Adams                                                             | Natàlia Júkova                                                                             |
| 2011    | Vassil Ivantxuk                                                           | Nana Dzagnidze                                                                             |
| 2012    | Nigel Short                                                               | Hou Yifan[4]                                                                               |
| 2013    | Nikita Vitiúgov                                                           | Zhao Xue                                                                                   |
| 2014    | Ivan Txeparínov                                                           | Maria Muzitxuk                                                                             |
| 2015[5] | Hikaru Nakamura                                                           | Hou Yifan                                                                                  |
| 2016[6] | Hikaru Nakamura                                                           | Anna Muzitxuk                                                                              |
| 2017[7] | Hikaru Nakamura                                                           | Ju Wenjun                                                                                  |